# Justus Möser

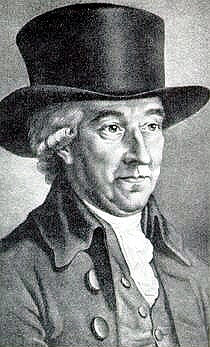
Justus Möser

Justus Möser, född 14 december 1720 i Osnabrück, död där 8 januari 1794, var en tysk statsman och skriftställare.
Möser utnämndes 1747 i sin fädernestad till "advocatus patriæ", blev 1755 därjämte syndikus hos ridderskapet och 1768 geheime regeringsreferent. Skötseln av nämnda maktpåliggande sysslor i en liten stat med högst invecklad organisation gav honom en avsevärd politisk insikt och duglighet, på samma gång som hans människovänliga, fläckfria karaktär gjorde honom allmänt aktad. 
Genom sitt skriftställeri blev Möser en stark främjare av Tysklands utveckling, framför allt i praktisk, folklig och nationell riktning. Hans Osnabrückische Geschichte (två band, 1768; andra omarbetade upplagan 1780; tredje upplagan 1819) blev epokgörande, då den berättade själva folkets utveckling och utgångspunkt i lantgårdarnas öden och allmogens äldsta sociala förhållanden. I de allmännyttiga uppsatserna Patriotische Phantasien (fyra delar, 1774-78; flera upplagor) utvecklade han i konsten att skämtande inprägla sanningen en förmåga, som jämförts med Benjamin Franklins. Särskilt vände han sig ironiskt mot förvända seder och husliga missförhållanden samt framställde nationalekonomiska tankar, som var långt före hans tid. 
På det estetiska området skrev Möser mot Johann Christoph Gottsched Harlekin, oder Vertheidigung des grotesk-komischen (1761). Möser anses vara en av Tysklands bästa prosaister. Hans Werke utgavs 1842-44 i tio band. I Osnabrück restes 1836 hans av Friedrich Drake modellerade staty.